# 2541 Edebono
2541 Edebono (1973 DE) là một tiểu hành tinh vành đai chính được phát hiện ngày 27 tháng 2 năm 1973 bởi Kohoutek, L. ở Bergedorf.